# Nico Santos
Nico Wellenbrink (Bremen, Alemania, 7 de enero de 1993), más conocido como Nico Santos, es un cantante y compositor alemán. Además de numerosos éxitos en solitario, ha escrito y producido para varios artistas alemanes como Bushido, Shindy o Mark Forster. En 2020 ganó la primera edición del Free European Song Contest con la canción Like I Love You.

## Discografía

### Álbumes
| Título          | Detalles | Máxima posición en listas | Máxima posición en listas | Máxima posición en listas |
| Título          | Detalles | Alemania                  | Austria                   | Suiza                     |
| --------------- | --- | ------------------------- | ------------------------- | ------------------------- |
| Streets of Gold | - Fecha de lanzamiento: 12 de octubre de 2018 - Sello discográfico: Universal Music Group - Formatos: Descarga digital | 25                        | 69                        | 29                        |

### Sencillos

#### Como artista principal
| Año  | Título            | Máxima posición en listas | Máxima posición en listas | Máxima posición en listas | Álbum           |
| Año  | Título            | Alemania                  | Austria                   | Suiza                     | Álbum           |
| ---- | ----------------- | ------------------------- | ------------------------- | ------------------------- | --------------- |
| 2017 | Rooftop           | 5                         | 2                         | 5                         | Streets of Gold |
| 2018 | Safe              | 24                        | 23                        | 36                        | Streets of Gold |
| 2019 | Unforgettable     | 66                        | 65                        | —                         | Streets of Gold |
| 2019 | Better (con Lena) | 15                        | 17                        | 89                        | Nico Santos     |
| 2019 | Play With Fire    | 54                        | 59                        | 66                        | Nico Santos     |
| 2021 | End Of Summer     |                           |                           |                           |                 |

#### Colaboraciones
| Año  | Título                                    | Máxima posición en listas | Máxima posición en listas | Máxima posición en listas | Máxima posición en listas | Certificaciones             | Álbum |
| Año  | Título                                    | Alemania                  | Australia                 | Austria                   | Suiza                     | Certificaciones             | Álbum |
| ---- | ----------------------------------------- | ------------------------- | ------------------------- | ------------------------- | ------------------------- | --------------------------- | ----- |
| 2015 | "Holding On" (Mr. Da-Nos con Nico Santos) | —                         | —                         | —                         | 42                        |                             |       |
| 2016 | "Home" (Topic con Nico Santos)            | 12                        | 11                        | 10                        | —                         | - BVMI: Oro - ARIA: Platino |       |

#### Como compositor o productor
(selección)
- 2016: Mark Forster – "Wir sind groß"
- 2016: Shindy – "Roli"
- 2017: Helene Fischer – "Achterbahn"
- 2017: Bushido – "Papa"